# Center Stage
Center Stage (Ruan Lingyu) è un film del 1992 diretto da Stanley Kwan.